# Magda Rigó

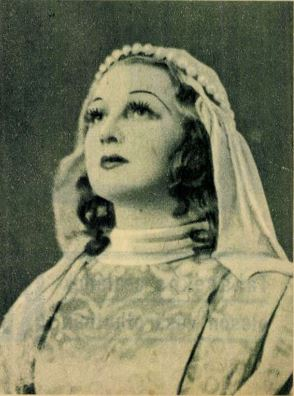
Magda Rigó in der Oper Simon Boccanegra (1937)

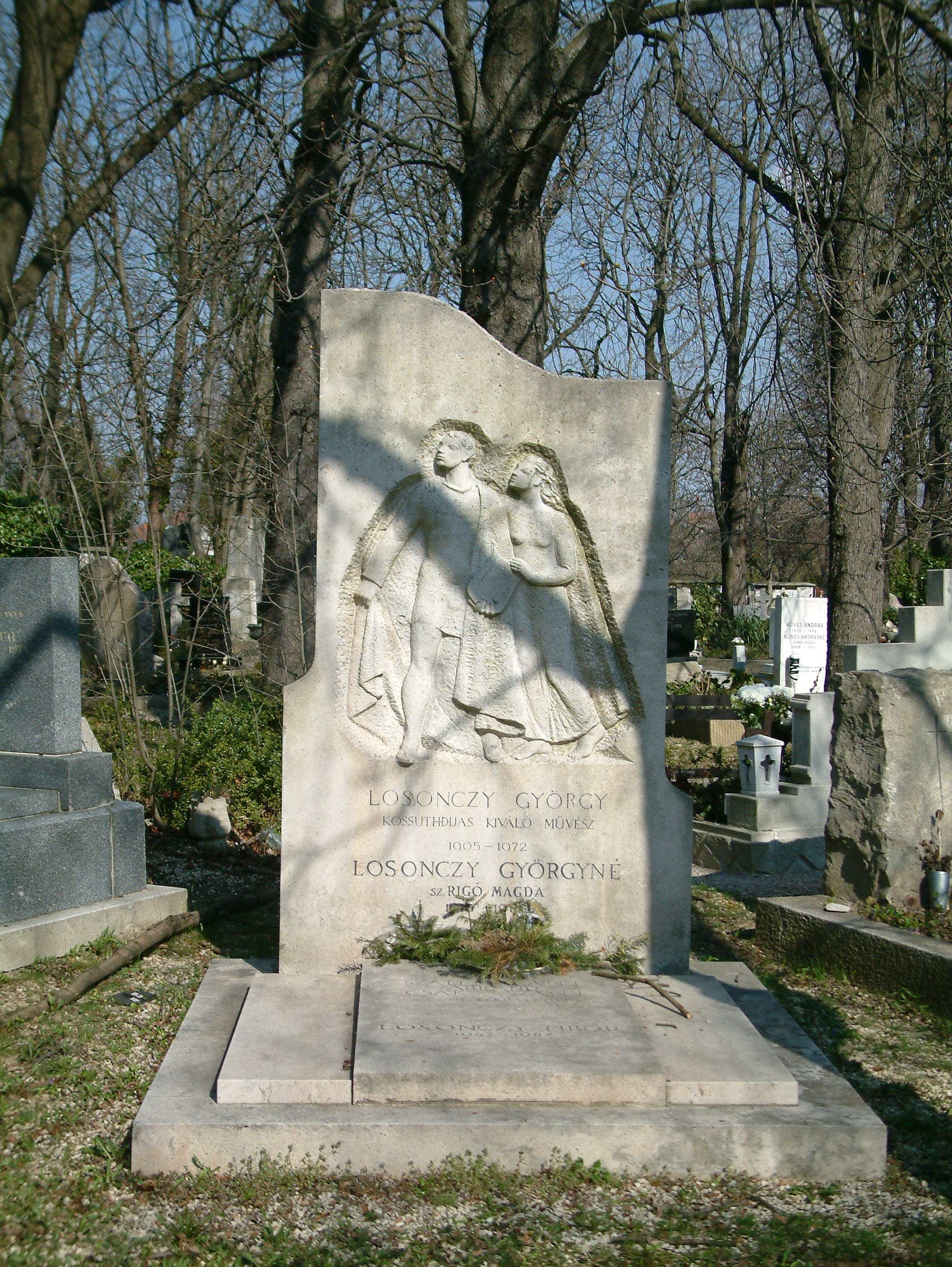
Grabstätte von Magda Rigó und ihrem Ehemann György Losonczy

Magda Rigó (* 6. August 1910 in Máramarossziget, Königreich Ungarn; † 5. September 1985 in Budapest) war eine ungarische Opernsängerin in der Stimmlage Sopran.

## Leben
Magda Rigó besuchte das evangelische Mädchengymnasium in Nyíregyháza. Ihr Vater Alfonz Rigó war in leitender Funktion bei einer Bank in der Stadt tätig. Nach dem Schulabschluss absolvierte sie von 1928 bis 1933 ein Studium an der Franz-Liszt-Musikakademie in Budapest, ihr Lehrer war Béla Szabados. Während ihrer Zeit als Studentin trat sie mit Kunstliedern und Opernarien auf. Nach dem Studium ging sie für einige Zeit nach Wien, um weitere Studien zu betreiben und Aufführungen an der Wiener Oper zu besuchen. 1935 gab sie ihr Debüt am Königlich Ungarischen Opernhaus in der Rolle der Amelia in der Oper Ein Maskenball von Giuseppe Verdi. In den 1930er Jahren gab sie des Öfteren Konzerte im Fészek-Klub in Budapest. Sie sang bis 1963 an der Oper in Budapest und ging dann in den Ruhestand. Im selben Jahr erhielt sie für ihr Wirken die Auszeichnung Érdemes Művész. Auftritte als Gastsängerin führten sie an Opernhäuser in Wien, Bukarest und Sofia.
Magda Rigó war mit dem Opernsänger György Losonczy verheiratet. Ihre Grabstätte befindet sich auf dem Farkasréti temető im XII. Bezirk in Budapest.

## Bühnenrollen (Auswahl)
- Agathe (Carl Maria von Weber: Der Freischütz)
- Cio-Cio-San (Giacomo Puccini: Madama Butterfly)
- Donna Elvira (Wolfgang Amadeus Mozart: Don Giovanni)
- Dorabella (Wolfgang Amadeus Mozart: Così fan tutte)
- Elisabeth (Richard Wagner: Tannhäuser)
- Floria Tosca (Giacomo Puccini: Tosca)
- Lisa (Pjotr Iljitsch Tschaikowski: Pique Dame)
- Santuzza (Pietro Mascagni: Cavalleria rusticana)
- Senta (Richard Wagner: Der fliegende Holländer)
- Sulamith (Károly Goldmark: Die Königin von Saba)